# Río Pirón
Río Pirón är ett vattendrag i Spanien. Det ligger i den centrala delen av landet, 130 km nordväst om huvudstaden Madrid.